# Муравський Вадим Анатолійович
Вади́м Анато́лійович Мура́вський (1986, Українка, Миколаївська область — 2024) — капітан Збройних сил України.

## Життєпис
Закінчив факультет зенітних ракетних військ Харківського університету повітряних сил. Одружився, з дружиною Наталією виховують доньку Вікторію. Служив у відділенні бойового управління зенітного ракетного полку, що у Львівській області. В часі війни ніс службу у добровольчому батальйоні, сформованому переважно з офіцерів. З грудня 2014-го — у складі зведеного загону Повітряних Сил. Виконував обов'язки кулеметника на блокпосту «Хургада», брав участь у боях за Донецький аеропорт.
Найважчий бій був 22 січня 2015-го, по 10-й ранку до ДАП рушила колона техніки терористів — батальйонно-тактична група «1-ї слов'янської бригади» ДНР, підкріплена 10 танками Т-72 та протитанковою батареєю МТ-12 — рухалися з українськими розпізнавальними тактичними знаками. На спостережному пункті «Зеніту» перебував боєць Ігор Ємельянов, котрий розпізнав підступний хід. Полковник Олександр Турінський-«Граф» дав наказ вести вогонь зі всіх стволів, протягом 10 годин щільного вогню перша колона терористів була відкинута, по тому відійшла і друга колона. Вранці вояки зібрали поранених терористів на полі бою, котрі своїм виявилися непотрібними, годували їх з тієї ж каструлі, із котрої й самі харчувалися, згодом передали поранених СБУ. Було взято в полон 7 терористів, захоплено 2 БТР-80, 4 МТ-12 (одна одиниця в справному стані, була встановлена на позиції «Зеніт» та вела обстріл промзони Спартака). В тому бою на сусідніх постах загинули майор Василь Петренко («Моцарт») і солдат Денис Попович («Денді»).
Після ротації служив у своїй частині.

## Нагороди
За особисту мужність, сумлінне та бездоганне служіння Українському народові, зразкове виконання військового обов'язку відзначений — нагороджений
- 3 листопада 2015 року — медаллю «За військову службу Україні».
- «За зразкову службу Україні»
- «Учасник АТО»
- «За сумлінну службу»